# Galeola falconeri
Galeola falconeri är en orkidéart som beskrevs av Joseph Dalton Hooker.
Galeola falconeri ingår i släktet Galeola och familjen orkidéer. Inga underarter finns listade i Catalogue of Life.